# Dianxue
Dianxue (点穴, letteralmente Toccare i Punti dell'Agopuntura) è un termine delle arti marziali cinesi che indica l'arte di riconoscere e colpire i punti che possono provocare danni al proprio avversario.
Una delle prime menzioni a questo metodo (dianxuefa点穴法) si trova nell'“Epitaffio a Wang Zhengnan” (王征南墓志铭 Wang Zhengnan muzhiming). Questo scritto distingue i punti vulnerabili del corpo umano in quelli che provocano la morte (死穴 sixue), quelli che provocano la sincope (昏穴 hunxue) e quelli che provocano il mutismo (哑穴 yaxue).
Secondo il "Dianxuefa" dello Shaolinquan di Dengfeng ci sono 11 punti che provocano capogiri e svenimento, 103 che feriscono crudelmente, 36 che provocano la morte (致晕11穴”,“致残103穴”,“致命36穴).
Chang Dsu Yao in un suo programma di Meihuaquan ne elenca 36 totali: 9 punti mortali (死穴 sixue), 9 punti che provocano svenimento (暈穴 yunxue), 9 che provocano mutismo (啞穴 yaxue), 9 che provocano paralisi (麻穴 maxue).
Uno stile che fa del Dianxue un suo punto centrale è il Liangyiquan.